# Rudolf Beran

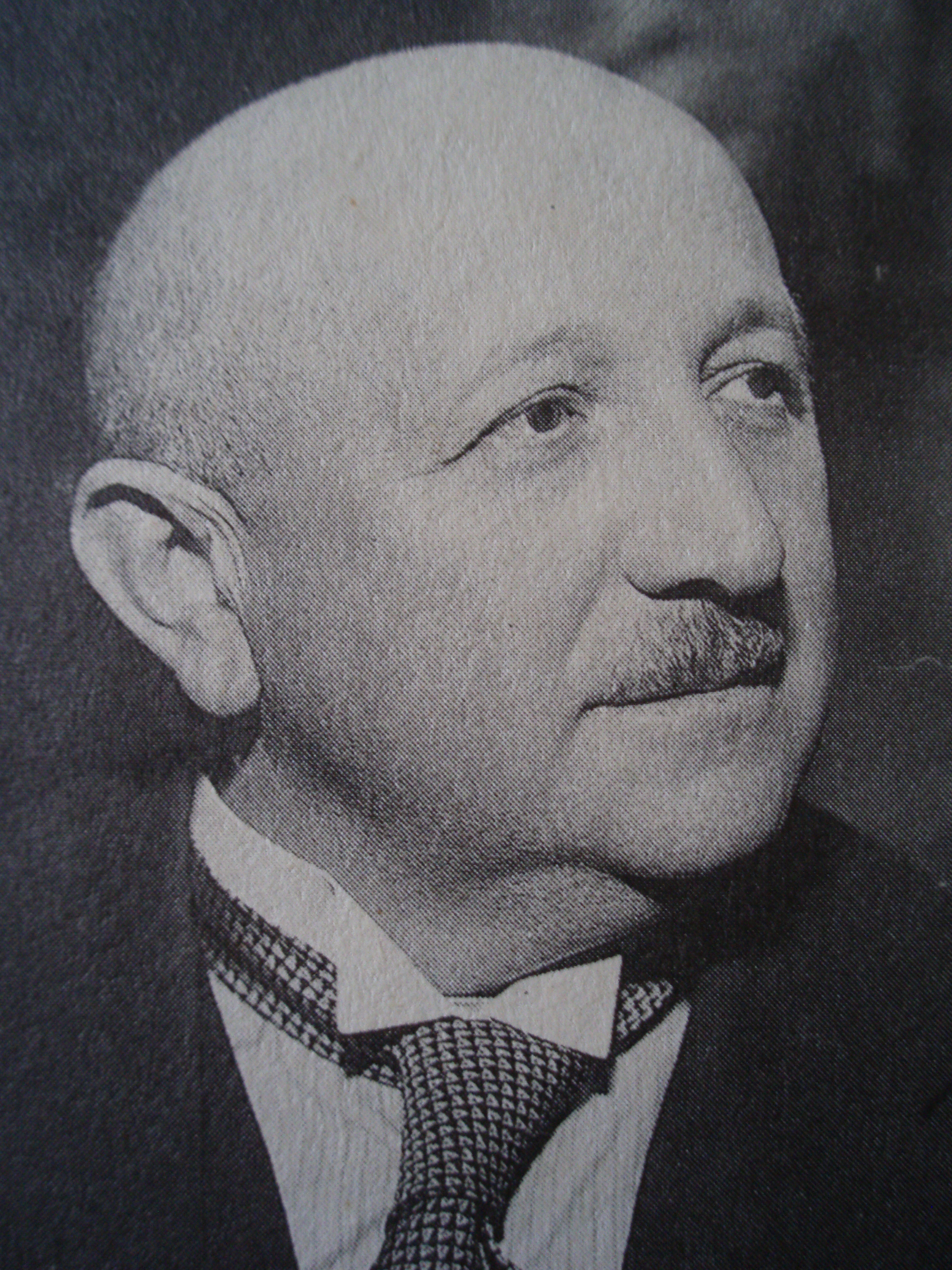
Rudolf Beran (1887-1954)

Rudolf Beran (Pracejovice, Okres Strakonice, 28 december 1887 - Leopoldov, 23 april 1954) was een Tsjecho-Slowaaks politicus. Hij was de eerste en enige premier van de Tweede Tsjecho-Slowaakse Republiek (1938-1939).

## Biografie
Beran was afkomstig uit een boerenfamilie. Hij was lid van de Republikeinse Partij van Landbouwers en Boeren (RSZML) en diende sinds 1915 als eerste secretaris van deze partij. In 1920 werd hij in Kamer van Afgevaardigden gekozen en hij behield zijn zetel tot aan de ontbinding van de Tsjecho-Slowaakse staat in 1939. In het parlement deed hij zich kennen als een voorstander van landhervorming zodat landloze boeren in het bezit zouden komen van een eigen stuk grond. Deze landbouwhervorming voltrok zich aan het begin van de jaren twintig en droeg bij aan het succes van de RSZML die bij opeenvolgende verkiezingen telkens de grootste partij in het parlement werd. In 1936 werd hij gekozen tot voorzitter van de RSZML. Na de stichting van de Tweede Tsjecho-Slowaakse Republiek werd Beran de belangrijkste politieke leider. Hij was pleitbezorger van de instelling van een tweepartijenstelsel en werd zelf leider van de Partij voor Nationale Eenheid (Strana národní jednoty), de partij waarin alle rechtse partijen die in het parlement vertegenwoordigd waren opging. Ter linkerzijde van het politieke spectrum werd de Nationale Arbeiderspartij (Národní strana práce) opgericht. Op 1 december 1938 benoemd president Emil Hácha Beran tot minister-president. Beran betoonde zich een voorstander van een vergelijk met Nazi-Duitsland omdat hij geloofde dat alleen op deze manier de onafhankelijkheid van Tsjecho-Slowakije gewaarborgd kon worden.
De Duitse inval in maart 1939 maakte een einde aan onafhankelijkheid van Tsjecho-Slowakije en onder Duitse bevoogding werd het Protectoraat Bohemen en Moravië gesticht. Beran bleef aanvankelijk premier, maar legde na zes weken zijn ambt neer. In 1941 werd hij door de Duitsers opgepakt en bleef in hechtenis tot 1943. Hij verbleef in verschillende concentratiekampen. In 1947 werd hij opnieuw gearresteerd, nu op last van de Tsjecho-Slowaakse autoriteiten op beschuldiging van collaboratie met de Duitsers. Hij werd veroordeeld tot twaalf jaar gevangenisstraf. Hij overleed in de gevangenis van Leopoldov. Het vonnis werd in mei 2022 door het Tsjechische hooggerechtshof nietig verklaard.